# Parcul Gorki din Moscova
Parcul Central de Cultură și Recreație Gorki (în rusă Центральный парк культуры и отдыха (ЦПКиО) имени Горького / Țentralnîi park kulturî i otdîha imeni Gorkogo; AFI: [tsɨnˈtralʲnɨj ˈpark kʊlʲˈturɨ i ˈoddɨxə ˈimɪnɪ ˈɡorʲkava]) este un parc aflat în centrul Moscovei, numit în cinstea lui Maxim Gorki. A fost inaugurat în august 1928. Se află la coordonatele 55°43′52″N 37°36′12″E.

## Istorie
Parcul Gorki, aflat la Krîmskii Val, din partea cealaltă a râului Moskva față de stația de metrou Park Kulturî, a fost deschis în 1928. Parcul a fost construit după schița lui Konstantin Melnikov, un arhitect rus avangardist, și a cuprins grădinile vechiului Spital Golițin și ale Palatului Neskucinîi, acoperind 300 de acri (120 hectare) de-a lungul râului. Istoria Grădinii Neskucinîi începe în 1753, când a fost ridicată în zona dintre Kalujskaia Zastava și proprietățile învecinate râului Moskva. Zona învecinată grădinii a fost lipsită de atenție până în anii 1920. Inițial a fost acoperită de parcuri, câmpii și grădini de legume deținute de cei din imediata vecinătate. A devenit o pustietate până la finele secolului al XI-lea și a servit ca groapă de gunoi.
Prima Expoziție a Industriei, Agriculturii și Tehnologiei Rusești a fost deschisă în 1923 pe terenul curățat în cursul zilelor comuniste de muncă în folosul comunității.